# ジョセフ・カンパネラ
ジョセフ・カンパネラ（Joseph Campanella、1924年11月21日 - 2018年5月16日）は、ニューヨーク・マンハッタン出身の男優。
姓はキャンパネラやカンパネッラとも表記される。

## 来歴・人物
ニューヨーク市マンハッタンで、シチリア系移民の両親の間に生まれる。父はピアニストで兄のフランク・カンパネラもまた俳優であった。
第二次世界大戦では海軍に所属して上陸用舟艇の指揮官を最年少で務めた。戦後はマンハッタンカレッジを卒業してコロンビア大学で演劇を学ぶ。
1952年より俳優としてのキャリアを始めて以降、映画・テレビシリーズに200作品以上出演。準主役級での出演もあるものの、多くの作品で名脇役として活躍する。1960年代から1980年代においては特に軍人と警官役を演じる事が多かった。俳優としての最晩年には『コールドケース 迷宮事件簿』や『CSI:科学捜査班』にゲスト出演して老熟した役どころを演じるなど2009年まで現役で活動した。
2018年5月16日、パーキンソン病の合併症によりカリフォルニア州シャーマン・オークスにある自宅で死去。

## 主な出演作品

### 映画
- 殺人会社 Murder, Inc. (1960) ※ノンクレジット
- 若い恋人たち The Young Lovers (1964)
- 聖バレンタインデーの虐殺 The St. Valentine's Day Massacre (1967)
- 殺しの診断書 Murder Once Removed (1971) - フィル・プロクター警部補
- ベン Ben (1972) - クリフ・カートランド
- サイレント・ランニング Silent Running (1972) - バークシャー船長（声）※ノンクレジット
- メテオ Meteor (1979) - イーストン将軍
- HANGER 18/ハンガー18 Hangar 18 (1980) - フランク・ラファーティ
- 摩天楼ブルース Defiance (1980)
- ランボー者 Steele Justice (1987)
- ファイナル・オペレーション The Game (1988)
- 最も危険な挑発 body chemistry (1990)
- ブラッド・ブラザーズ No Retreat, No Surrender 3: Blood Brothers (1990) - ジョン・アレクサンダー
- ユニバーサルキッド Magic Kid (1993)
- セーブ・ミー/我慢できない女 Save Me (1993)
- ホログラムマン Hologram Man (1995) - Dr.スターン
- 傷心/ジェームズ・ディーン愛の伝説 James Dean: Race with Destiny (1996)
- グリズリーアダムスとダークマウンテンの伝説 Grizzly Adams and the Legend of Dark Mountain (1999)
- GOD'S GUN The Legend of God's Gun (2007) - ナレーター
- ロスト・ドリーム Lost Dream (2009) - エミール

### テレビドラマ
- ガイディング・ライト Guiding Light (1959-1960)
- ニューヨーク物語 NY Confidential (1959)
- ルート66 Route 66 (1962-1963)
- コンバット! Combat! (1963-1964) - ダグラス少尉、ヴィンス・ダバト
- 逃亡者 The Fugitive (1964-1967)
- FBIアメリカ連邦警察 The F.B.I. (1966-1972)
- インベーダー The Invaders (1967) - ジョー・コレッリ神父
- マニックス特捜網 Mannix (1967-1972)
- スパイ大作戦 Mission: Impossible (1967-1968)
- ガンスモーク Gunsmoke (1968-1972)
- 鬼警部アイアンサイド Ironside (1969-1975)
- 華麗なる世界 Bracken's World (1970)
- ウィーン諜報網 Assignment Vienna (1973)
- ポリス・ストーリー Police Story (1974)
- 警部マクロード McCloud (1975)
- ロックフォードの事件メモ The Rockford Files (1976)
- Dr.刑事クインシー Quincy, M.E. (1977-1982)
- ジェシカおばさんの事件簿 Jessica Novak (1981)
- 超音速攻撃ヘリ エアーウルフ Airwolf (1984) - エリオット・サンドハワー大将
- ラブ・ボート The Love Boat (1986)
- 私立探偵ハリー Crazy Like a Fox (1986)
- ダラス Dallas (1988-1989)
- 美女と野獣 Beauty and the Beast (1988-1989)
- ベイウォッチ Baywatch (1993)
- 炎のテキサス・レンジャー Walker (1996)
- ザ・プラクティス ボストン弁護士ファイル The Practice (1998-2001) - ジョセフ・キャンプ判事
- メルローズ・プレイス Melrose Place (1999)
- ザッツ・ライフ リディアの人生ゲーム That's Life (2000-2001) - 隣人ジョー
- スタートレック:ヴォイジャー Star Trek: Voyager (2001)
- 堕ちた弁護士 -ニック・フォーリン- The Guardian (2003) - ラルフ・ロンゴ
- コールドケース 迷宮事件簿 Factory Girls シーズン2の第2話 (2004) - ネルソン〈老年〉
- CSI:科学捜査班 CSI: Crime Scene Investigation シーズン8の第11話 (2008) - グリズリー・ギーザー

### アニメーション
- バットマン Batman: The Animated Series (1993) - Dr.マシュー・ソーン
- スパイダーマン Spider-Man (1994-1997) - リザード / カート・コナーズ